# Ecnomiohyla phantasmagoria
Ecnomiohyla phantasmagoria är en groddjursart som först beskrevs av Dunn 1943.  Ecnomiohyla phantasmagoria ingår i släktet Ecnomiohyla och familjen lövgrodor. IUCN kategoriserar arten globalt som starkt hotad. Inga underarter finns listade i Catalogue of Life.